# Americas Tower
L'Americas Tower, aussi connu sous le nom de 1177 Avenue of the Americas, est un gratte-ciel de 211 mètres dans la 45e rue de Manhattan à New York.
La construction du bâtiment a duré de 1989 à 1991. Elle fut perturbée par des problèmes judiciaires.
La tour est un mélange d'architecture inspirée de l'art post-moderne et de l'art déco.
La tour a été vendue en 2002 pour 50 millions de dollars à un groupe d'investisseurs germano-américain.